# San Agustín (Honduras)
San Agustín – gmina (municipio) w zachodnim Hondurasie, w departamencie Copán. W 2010 roku zamieszkana była przez ok. 4,3 tys. mieszkańców. Siedzibą administracyjną jest miejscowość San Agustín.

## Położenie
Gmina położona jest w środkowej części departamentu. Graniczy z 5 gminami:
- Concepción od północy,
- Santa Rosa de Copán od wschodu,
- Cucuyagua od południa,
- La Unión i Santa Rita od zachodu.

## Miejscowości
Według Narodowego Instytutu Statystycznego Hondurasu na terenie gminy położone były 4 wsie: San Agustín, Cerro Negro, El Descombro, Granadillal.

## Demografia
Według danych honduraskiego Narodowego Instytutu Statystycznego na rok 2010 struktura wiekowa i płciowa ludności w gminie przedstawiała się następująco:
| Wiek        | 0–3 | 4–6 | 7–12 | 13–17 | 18–24 | 25–64 | 65+ | razem |
| San Agustín | 508 | 405 | 724  | 496   | 570   | 1 368 | 190 | 4 260 |
| Mężczyźni   | 285 | 211 | 391  | 274   | 334   | 720   | 105 | 2 320 |
| Kobiety     | 223 | 194 | 333  | 221   | 236   | 648   | 85  | 1 939 |